# Bosa
Bosa est une commune italienne d'environ 8 100 habitants située dans la province d'Oristano ,dans la région Sardaigne.
Chef-lieu de la contrée historique de la Planargia, Bosa faisait partie, jusqu'à la fin de l'année 2005, de la province de Nuoro, mais, à la suite de l'entrée en vigueur de la loi régionale n° 9 du 12 juillet 2001, elle est passée dans la province d'Oristano.

## Géographie
Située sur les bords d'un fleuve, le Temo, elle n'est guère éloignée de la côte ouest (Marina di Bosa) où se trouve un port qui comprend l'île Rossa, juste avant l'estuaire du fleuve.
Une trace écrite phénicienne, désormais perdue, qui peut être datée du IXe siècle av. J.-C., évoque un gentilé Bs'n pour ce toponyme, dont Ptolémée reparle ensuite sous le nom de Bosa.

## Histoire
La ville fut édifiée par les Phéniciens vers 900 av. J.-C.

## Économie et tourisme
Bosa est célèbre pour sa Malvasia di Bosa (un vin blanc doux), le premier vin à dénomination protégée en Sardaigne, rendu célèbre par le film documentaire Mondovino de Jonathan Nossiter, qui a été membre de la sélection officielle à Cannes, au festival du cinéma.
Le plus grand trésor de Bosa reste sa côte fantastique et intacte (classée cinq voiles dans le guide bleu de legambiente, quatrième en Italie), qui compte des dizaines de cales, plages et une mer aux eaux limpides et cristallines. Au sud se situe la plage de Port Alabe, sur laquelle se trouvent les appartements à louer. Tout près de l'estuaire du fleuve, les cales de « Sas Covas », « Poggiu 'e sos columbos » et « Poggiu 'e Padres ». 
Le village est situé le long d'un des axes de la Randonnée en Sardaigne et se compose de ruelles étroites du centre historique autour du château de Malaspina. Au nord, la zone côtière est beaucoup plus vaste et la nature y est plus sauvage. La zone des récifs de Capo Marrargiu est intéressante pour les amateurs de pêche. Et le long de la route Bosa-Alghero il y a d'innombrables plages accessibles en voiture, ou pour les plus aventureux, par de raides sentiers : S'abba druche, Cumpoltittu, Tentizzos, Torre Argentina, Managu.

## Culture
Les fêtes à Bosa sont très particulières. Le deuxième dimanche de septembre, il y a la fête de Nostra Signora de Regnos Altos qui consiste en une longue procession qui part du quartier de Sa Costa et qui va jusqu'au château, où la messe est célébrée. Très caractéristique également, le Carnaval de Bosa ; les moments clous sont : le jeudi « laldaggiolu », le dimanche du Carnaval (représentation de la naissance du carnaval), mardi gras avec « S'Attitidu » (pleur pour la mort du carnaval - matin) et « Giolzi » (les marionnettes symbolisant le carnaval sont brûlées - la nuit). Et pour finir, le premier dimanche d'août, une spectaculaire procession de bateaux est organisée sur le fleuve Temo en l'honneur de Sainte-Marie de la Mer.
En ce qui concerne l'artisanat, Bosa est réputée pour la transformation du corail, ainsi que pour la filigrane d'or et ses filets exclusifs et très appréciés. Dans la production vinicole, c'est la très bonne Malvasia qui détient la place d'honneur, tandis que dans la gastronomie Bosa est renommée pour ses plats à base de langouste.

## Monuments et patrimoine
À Bosa, il y a l'église San Pietro dite Saint-Pierre dans un coin paisible au centre-ville vous varié une partie du château[Quoi ?].
Petite ville côtière, Bosa est une des capitales de la Sardaigne et conserve les traces de sa splendeur passée tout au long de ses rues principales et dans son centre historique, riche d'églises et de monuments. Une belle avenue avenante, de petites places qui rappellent certains bourgs de la Romagne, et d'élégants édifices construits en pierre rose. Parmi les monuments à voir, le Château Malaspina (datant de 1112), le quartier médiéval de Sa Costa, les anciennes tanneries et la tour de Bosa.

## Administration
| Période                                  | Période | Identité | Étiquette | Qualité |
| ---------------------------------------- | ------- | -------- | --------- | ------- |
|                                          |         |          |           |         |
| Les données manquantes sont à compléter. |         |          |           |         |

### Hameaux
Bosa Marina.

### Îles
Îlot Sa Pagliosa

### Communes limitrophes
Magomadas, Modolo, Montresta, Padria (SS), Pozzomaggiore (SS), Suni, Villanova Monteleone (SS).

### Évolution démographique
Habitants recensés